# ما یکی هستیم (اوله اولا)
ما یکی هستیم (اوله اولاً) نام آهنگی به خوانندگی پیت‌بول، خواننده رپ آمریکایی است که شامل صدای دو خواننده مهمان، یعنی جنیفر لوپز و کلودیا لیت (خواننده برزیلی) می‌شود.
این آهنگ حاصل همکاری مشترک سونی میوزیک و فیفا است و آهنگ رسمی جام جهانی فوتبال ۲۰۱۴ می‌باشد.
موزیک ویدئوی این آهنگ در ماه فوریه ضبط و در نهایت در ۱۶ مه ۲۰۱۴ منتشر شد.